# Wanda Mihuleac
 (octobre 2017).
Si vous disposez d'ouvrages ou d'articles de référence ou si vous connaissez des sites web de qualité traitant du thème abordé ici, merci de compléter l'article en donnant les références utiles à sa vérifiabilité et en les liant à la section « Notes et références ».
Wanda Mihuleac, née le 28 mai 1946 à Bucarest (Roumanie) est une artiste peintre contemporaine, plasticienne, graveuse, et éditrice de livres de bibliophilie française.

## Biographie
Wanda Mihuleac apprend le dessin dès l'âge de huit ans, puis fréquente un lycée spécialisé dans les beaux-arts. Étudiante à l'université nationale d'art de Bucarest de 1964 à 1970,  puis à l'université Paris-1 Panthéon-Sorbonne de 1993 à 1994. Elle participe à des biennales internationales et obtient des distinctions en Roumanie et en France.
Elle crée en 2001 les éditions TranSignum, dont la raison d'être est de publier des livres de bibliophilie à tirage limité accompagnés de gravures, photographies, œuvres originales et même des cédéroms.

## Approche des arts plastiques
Influencée par Jacques Derrida, qui est le premier auteur qu'elle a édité et illustré (livre Erradid), elle déclare viser à la « déconstruction ».

## Expositions personnelles en galerie
- 1973 Galerie Apollo-Bucarest (Roumanie)
- 1974 Galerie Venezia Viva - Venise (Italie)
- 1975 Athénée Roumaine-Bucarest, Galerie Numero - Venise (Italie)
- 1976 Galerie Spazio Nuovo - Venise (Italie)
- 1978 Galerie Orizont - Bucarest (Roumanie)
- 1979 Bibliothèque Roumaine -  New-York (U.S.A)
- 1980 Musée des Collections d’Art - Bucarest (Roumanie)
- 1983 Galerie Kara - Genève (Suisse)
- 1984 Accademia di Romania - Rome (Italie)
- 1985 Galerie Plaka-Athènes (Grèce)
- 1988 Musée d’art de Roumanie - Bucarest
- 1989 Centre Georges Pompidou - Paris
- 1991 Galerie Pierre-Marie Vitoux - Paris, Fondation Ledoux Arc-et-Senans (France)
- 1993 Festival du Marais - Paris
- 1994 MAC 2000 Grand Palais - Paris
- 1995 Galerie Pierre-Marie Vitoux-Paris, Galerie Web - Paris
- 1997 Médiathèque des Temps Moderne Taverny (France), Galerie Takeya- Kamakura-Tokyo (Japon)
- 1998 Galerie Pierre-Marie Vitoux - Paris
- 1999 Galerie Magda Danysz - Paris, Galerie On dira - Marseille, Galerie Municipale Levallois  Perret (France)
- 2000 MAC 2000  Espace Eiffel-Branly -Paris
- 2001 Gallery East-West RCC New-York (USA)
- 2002 Galerie Clé de voûte, Saint - Étienne (France)
- 2002 Cité Internationale des Arts - Paris
- 2003 Espace d’Art Mille Feuilles -La Marsa (Tunisie)
- 2006 Galerie La Hune Brenner -  Paris
- 2009 Maison d’Alsace (avec Alain Snyers) - Strasbourg
- 2014 Galerie Pierre Marie Vitoux - Paris

## Œuvre

### Installations et scénographies
Une vingtaine, dont : 1996 Rouge au Théâtre-Poème de Bruxelles - 1998 Vox clamantis in deserto, Galerie Vitoux, Paris - 2001 L'Enlèvement de l'Europe au Centre Culturel Herk-de-Stadt (Belgique) et au Palazzo Correr de Venise - 2003 Campagne Pubiscitaire, Galerie Clé de Voûte, Saint-Étienne (France)- 2005 Elections pARTiales, Galerie Lara Vinci, Paris - 2007 Nuit blanche (Paris)- 2010 Pique-niques espiègles, Square Saint-Germain, Paris -

### Films et vidéos
Parmi la vingtaine d'œuvres, on note en particulier La voix qui se voit (vidéo couleur de 1995) qui redécline le thème de son DEA à l'Université Paris-1 Panthéon-Sorbonne (sur la déconstruction dans le champ des arts plastiques)